# 野豌豆
野豌豆为豆科野豌豆属的植物。分布于朝鲜、日本、俄罗斯以及中国大陆的西南、西北等地，生长于海拔1,000米至2,200米的地区，多生在山坡或林缘草丛，目前已由人工引种栽培。

## 别名
滇野豌豆（云南种子植物名录）